# 花脉蝇子草
花脉蝇子草（学名：Silene multifurcata）为石竹科蝇子草属的植物，是中国的特有植物。分布于中国大陆的西藏等地，生长于海拔2,600米至3,200米的地区，多生于山地，目前尚未由人工引种栽培。